# Oblężenie Antwerpii
Artykuł ten został zgłoszony do umieszczenia na stronie głównej w rubryce „Czy wiesz”.
Pomóż nam go sprawdzić: oceń zgłoszoną nominację.
Oblężenie Antwerpii – starcie między armiami niemieckimi a belgijskimi, brytyjskimi i francuskimi stoczone wokół ufortyfikowanego miasta Antwerpia podczas I wojny światowej.
Wojska niemieckie oblegały garnizon belgijskich żołnierzy fortecznych, belgijską armię polową i brytyjską Królewską Dywizję Marynarki Wojennej w rejonie Antwerpii, po niemieckiej inwazji na Belgię w sierpniu 1914 roku. Miasto, otoczone fortami znanymi jako Reduta Narodowa, było oblegane od południa i wschodu przez siły niemieckie.
Siły belgijskie w Antwerpii przeprowadziły trzy loty bojowe pod koniec września i na początku października, co przerwało niemieckie plany wysłania wojsk do Francji, gdzie potrzebne były posiłki, aby przeciwstawić się armiom francuskim i Brytyjskiemu Korpusowi Ekspedycyjnemu. Niemieckie bombardowanie belgijskich fortyfikacji przy użyciu ciężkiej i superciężkiej artylerii oblężniczej rozpoczęło się 28 września. Belgijski garnizon nie miał nadziei na zwycięstwo bez odsieczy; pomimo przybycia Królewskiej Dywizji Marynarki Wojennej 3 października, Niemcy przedarli się przez zewnętrzny pierścień obrony. Gdy niemieckie natarcie zaczęło zaciskać pierścień biegnący od zachodu miasta wzdłuż granicy holenderskiej do wybrzeża, przez który Belgowie w Antwerpii utrzymywali kontakt z resztą nieokupowanego terytorium Belgii, belgijska armia polowa rozpoczęła odwrót na zachód, w kierunku wybrzeża Morza Północnego.
9 października pozostały na miejscu garnizon poddał się, Niemcy zajęli miasto, a część brytyjskich i belgijskich żołnierzy uciekła do neutralnej Holandii, gdzie zostali internowani do końca wojny. Wojska belgijskie z Antwerpii wycofały się nad rzekę Yser, blisko granicy z Francją i okopały się, aby rozpocząć obronę ostatniego niezajętego skrawka terytorium Belgii. W październiku i listopadzie 1914 roku siły te stoczyły bitwę nad rzeką Yser z niemiecką 4 Armią. Armia belgijska utrzymywała ten obszar aż do jesieni 1918 roku, kiedy to wzięła udział w ostatecznym wyzwoleniu Belgii przez aliantów.

## Tło

### Kontekst strategiczny

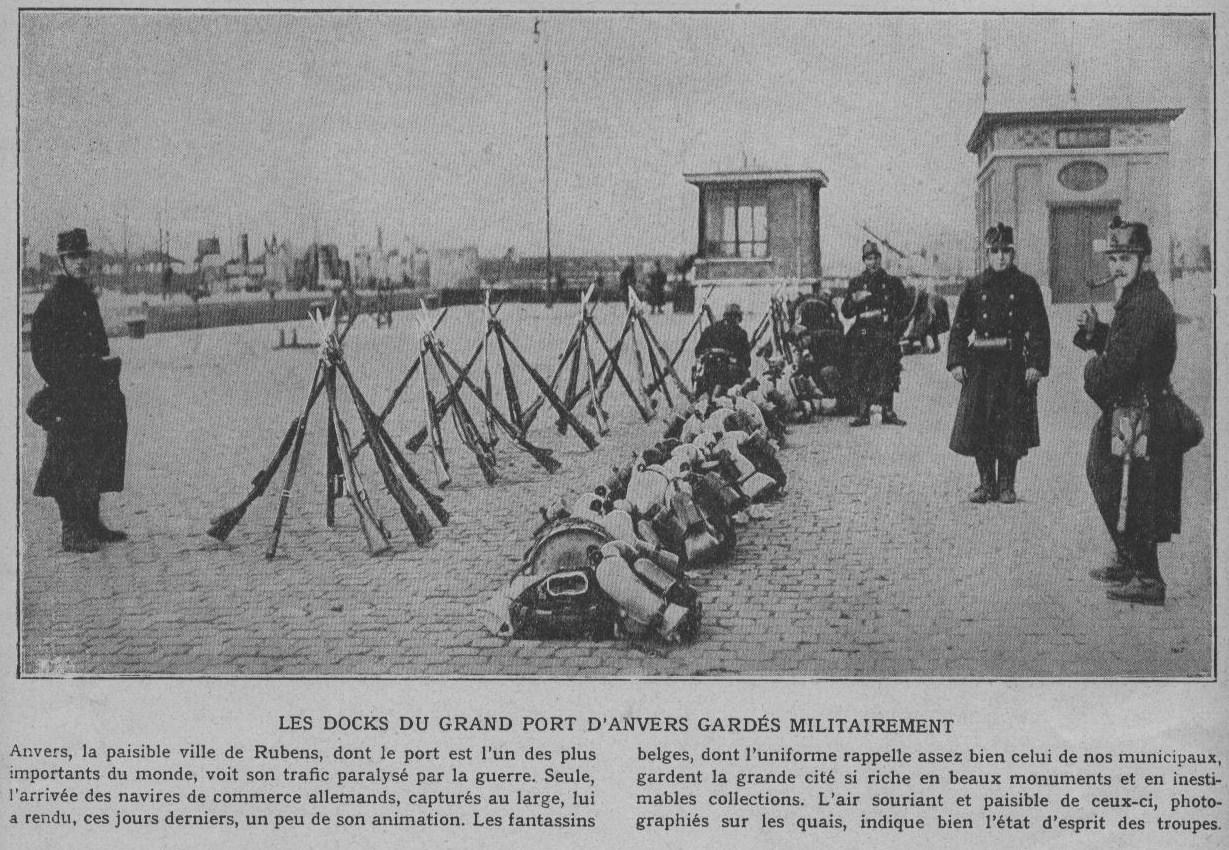
Belgijskie wojska forteczne w Antwerpii, 1914

Miasto Antwerpia (pod dowództwem gubernatora generalnego Victora Deguisego) było bronione przez liczne forty i inne pozycje obronne i powszechnie uważane za nie do zdobycia. Od lat 80. XIX wieku belgijskie plany obronne opierały się na utrzymywaniu sieci fortów nad Mozą w Liège oraz u zbiegu Mozy i Sambry w Namur, aby zapobiec przekroczeniu rzeki przez armie francuskie lub niemieckie, z możliwością wycofania się do Reduty Narodowej w Antwerpii w ramach ostateczności, dopóki nie będą mogły interweniować mocarstwa europejskie gwarantujące belgijską neutralność. Reduta Narodowa składała się z kilkunastu starszych fortów położonych około 5 km od Antwerpii, ukończonych w latach 60. XIX wieku, z wałem wokół miasta przylegającym do ujścia Skaldy z obu stron, z fosami wokół wiaduktu i fortów. Główną linię oporu stanowił pierścień 21 fortów, rozmieszczonych 10–15 km od miasta, zbudowanych po 1882 roku. Grupa dwóch fortów i trzech baterii nadbrzeżnych broniła Skaldy, ponadtwo istniała także niewielka liczba przygotowanych połapek wodnych. Forty zbudowane w Liège i Namur nad Mozą miały podobną konstrukcję i miały pełnić funkcję „fortów zaporowych i przyczółków mostowych”, pierwszej linii obrony w przypadku inwazji ze wschodu lub południowego wschodu.

### Inwazja niemiecka
2 sierpnia 1914 roku rząd belgijski odmówił przejścia wojsk niemieckich przez Belgię do Francji, a w nocy z 3 na 4 sierpnia belgijski Sztab Generalny wydał rozkaz przejścia 3 Dywizji do Liège, aby powstrzymać niemieckie natarcie. Armia niemiecka dokonała inwazji na Belgię rankiem 4 sierpnia. Osłaniana przez 3 Dywizję, garnizon twierdzy Liège, osłonę Dywizji Kawalerii oraz oddziały z Liège i Namur, reszta belgijskiej armii polowej zbliżyła się do rzeki Gete. Do 4 sierpnia 1 Dywizja zebrała się w Tienen, 5 Dywizja w Perwez, 2 Dywizja w Leuven, a 6 Dywizja w Wavre, osłaniając środkową i zachodnią Belgię oraz linie komunikacyjne prowadzące do Antwerpii. Niemiecka kawaleria pojawiła się w Visé wczesnym rankiem 4 sierpnia i zastała most wysadzony, a wojska belgijskie na zachodnim brzegu. Niemcy znaleźli jednak bród, przekroczyli rzekę i zmusili Belgów do wycofania się w kierunku Liège. Wieczorem belgijskie naczelne dowództwo zdało sobie sprawę, że 3 Dywizja i garnizon Liège znalazły się na trasie bardzo dużych sił inwazyjnych.

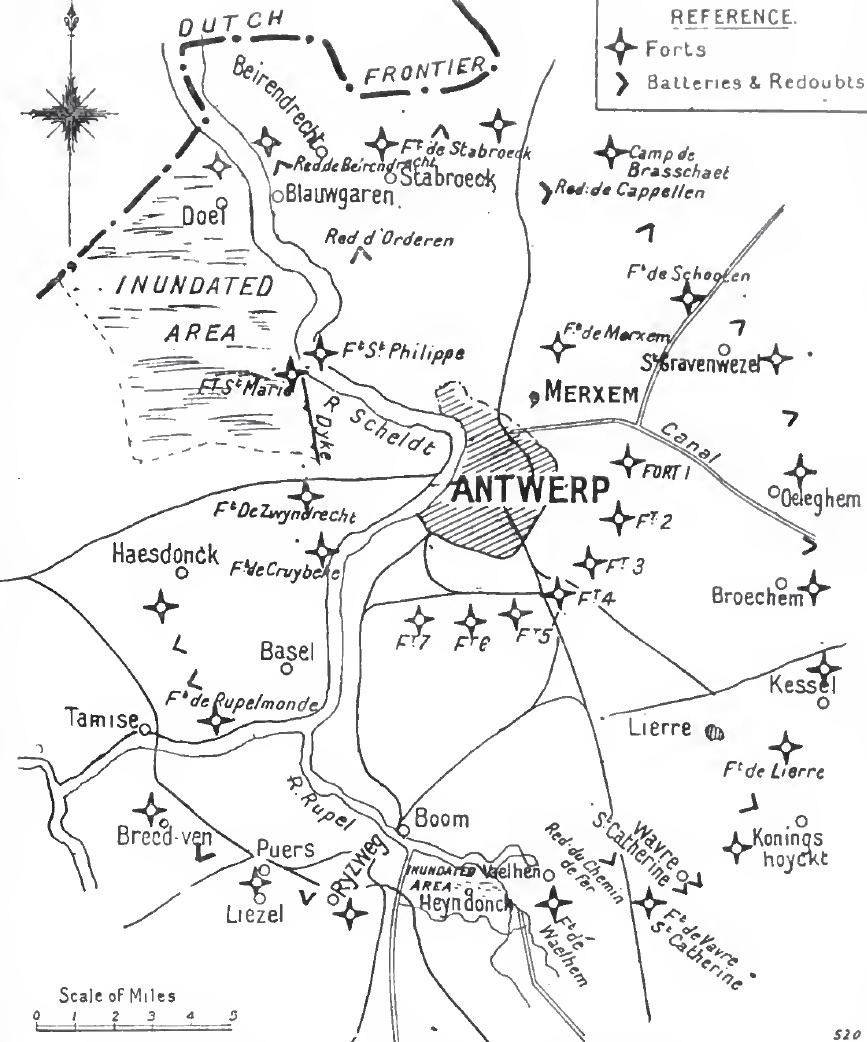
Mapa fortyfikacji wokół Antwerpii w sierpniu 1914

5 sierpnia rozpoczęła się bitwa pod Liège. Niemcy próbowali zdobyć ufortyfikowane miasto z marszu, a następnie podjęli próbę nocnego ataku, który zakończył się niepowodzeniem, dopóki gen. Erich Ludendorff nie zmobilizował oddziałów piechoty. Ludendorff zaatakował ponownie około południa 6 sierpnia i nie napotkał żadnego oporu w mieście, ponieważ belgijska 3 Dywizja została wycofana na linię rzeki Gete. Niemcy rozpoczęli oblężenie twierdzy, która upadła 16 sierpnia. 10 sierpnia niemiecka kawaleria dotarła do Gete, a jegrzy zaczęli posuwać się na północ, w kierunku Diest i Hasselt. 12 sierpnia niemiecka kawaleria i jegrzy zaatakowali w bitwie pod Haelen i zostali odparci po dziesięciogodzinnej walce. Jednak do 17 sierpnia ogromna liczba niemieckich wojsk przedostała się do Belgii między Mozą, Demer i Gete, pomimo zniszczeń przeprowadzonych przez armię belgijską i paramilitarną Garde Civique. Belgijskie pozycje na prawym (południowym) brzegu Gete zostały zagrożone przez manewr oskrzydlający poprowadzony przez Huy. 18 sierpnia Niemcy ponownie zaatakowali, zdobyli Halen, wkroczyli do Tienen i zaatakowali 1 Dywizję frontalnie i na północnej flance. 1 Dywizja odparła atak z wielkim trudem.
Mając informację, że pięć regularnych korpusów niemieckich i sześć korpusów rezerwowych znajduje się w Belgii, a jednocześnie nie mając wsparcia ze strony armii francuskiej i Brytyjskich Sił Ekspedycyjnych, belgijska armia polowa otrzymała rozkaz wycofania się w kierunku Antwerpii wieczorem 18 sierpnia. Dotarła tam 20 sierpnia, z niewielką ingerencją wysuniętych niemieckich oddziałów, z wyjątkiem starcia 1 Dywizji z niemieckim IX Korpusem pod Tienen, w którym Belgowie stracili 1630 żołnierzy. Bruksela, stolica Belgii, została zdobyta bez walki 20 sierpnia, gdy belgijska armia polowa dotarła do Antwerpii. Namur padło 24 sierpnia, w tym samym czasie, gdy armia polowa wykonała wypad z Antwerpii w kierunku Brukseli. Rząd Charlesa de Broqueville’a opuścił Brukselę i ruszył do Antwerpii, aby uniknąć pojmania przez Niemców, którzy odłączyli III Korpus Rezerwowy od 1 Armii, aby zasłonić miasto przed pozycjami po obu stronach Kanału Dyle. Brygada IV Korpusu Rezerwowego została wysłana do zajęcia Brukseli. IX Korpus Rezerwowy otrzymał rozkaz przemieszczenia się do Antwerpii 22 sierpnia.

## Preludium

### Niemiecki plan ataku
W ramach planowania wojny, prowadzonego przez Alfreda von Schlieffena, a następnie Helmutha von Moltkego w latach 1898–1914, opracowano plan odizolowania Antwerpii, aby przeciwdziałać możliwości, że siły belgijskie wzmocnione przez wojska brytyjskie zagrożą północnej flance armii niemieckich biorących udział w inwazji na Francję. Plan przewidywał działania jedenastu dywizji z siedmiu korpusów rezerwowych na wschód od Reduty Narodowej, gdzie zalanie terenu było niemożliwe. W 1914 roku oblężenie prowadziło tylko sześć dywizji, z których jedna była potrzebna do ochrony linii kolejowej Liège – Bruksela na odcinku między Tienen a Brukselą oraz terenu między Brukselą a Antwerpią. Gen. Hans von Beseler porzucił przedwojenny plan i zastąpił go atakiem z południa Antwerpii, w kierunku fortów Walem i Sint-Katelijne-Waver, a następnie penetracją na północ w rejonie fortów Koningshooikt, Lier, Kessel, czterech umocnień pośrednich, rzeki Nete i zalewu o szerokości 370–460 m. 28 września 6. i 5 Dywizja Rezerwowa, piechota morska i 4 Dywizja Zapasowa zmusiły belgijskie placówki do cofnięcia się o 6,5–8 km i utworzyły linię osłonową od Nete do Skaldy w Mechelen. Za linią osłonową, na wschód i południe od Mechelen, rozlokowano niemiecką artylerię oblężniczą, gotową do rozpoczęcia ostrzału fortów Sint-Katelijne-Waver i Walem. Reduty Dorpveld i Bosbeek na północny wschód od Sint-Katelijne-Waver zostały ostrzelane przez moździerze kal. 200 mm, a umocnienia polowe między fortami, mosty na Nete i wodociągi Antwerpii na północ od Walem przez ciężkie działa.

### Belgijskie przygotowania obronne
Prace belgijskich inżynierów nad budową umocnień polowych wokół Antwerpii trwały od początku wojny. Saperzy budowali pozycje w przerwach między fortami, tworzyli sztuczne zalewy i oczyszczali przedpole z przeszkód. Prześwity te okazały się jednak nierozsądne, ponieważ odsłaniały forty z dużej odległości. Okopy mogły mieć głębokość zaledwie 0,3 m z powodu wysokiego poziomu wód gruntowych i nie miały żadnej osłony nad głowami żołnierzy. Podczas niemieckiego natarcia na Mechelen większość armii belgijskiej zajmowała 4. sektor obrony między 3. sektorem a Skaldą, jedynie lekkie siły utrzymywały 3. sektor, a 4 Dywizja zajmowała sektor wokół Dendermonde. 1. i 2 Dywizja zostały wysłane do 3. sektora, a 5 Dywizja zajęła pozycje rezerwowe za nimi.

## Oblężenie

### Pierwszy wypad, 24–26 sierpnia

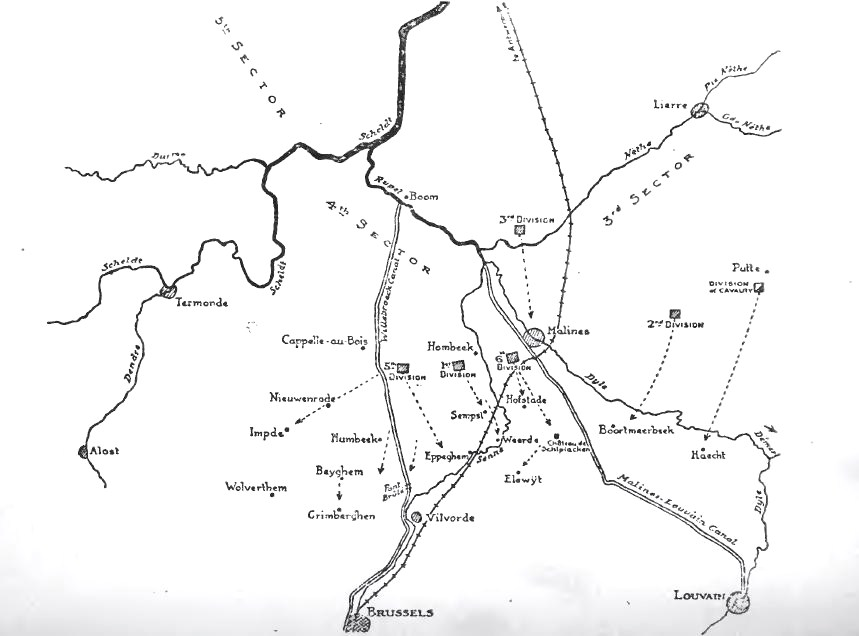
Antwerpia: pierwszy wypad, 25–26 sierpnia

Armia belgijska wykonała pierwszy wypad z Antwerpii, aby wesprzeć wojska francuskie i brytyjskie walczące nad Sambrą i kanałem Mons. Operacja miała na celu odwrócenie uwagi III i IX Korpusu Rezerwowego obserwujących Antwerpię oraz przerwanie niemieckiej komunikacji przez Leuven i Brukselę. Po rozpoznaniu 24 sierpnia, cztery dywizje ruszyły następnego dnia na południe z Mechelen, pozostawiając w rezerwie jedną dywizję piechoty i Dywizję Kawalerii. Wypad został przerwany 26 sierpnia po otrzymaniu wiadomości o wycofaniu się Francuzów i Brytyjczyków oraz o tym, że gen. Joseph Joffre, dowódca armii francuskiej, nie zamierza natychmiast zaatakować, a główne siły belgijskie wycofują się do Antwerpii.
W nocy z 25 na 26 sierpnia miasto zostało zbombardowane przez niemiecki sterowiec Zeppelin. Zginęło dziesięciu belgijskich cywilów, ale bombardowanie nie zdołało złamać morale garnizonu. 27 sierpnia raporty do OHL doprowadziły von Moltkego do przekonania, że armia belgijska utraciła zdolność ofensywną i nakazał brygadzie IV Korpusu Rezerwowego w Brukseli przesunięcie się na południe, aby dołączyć do korpusu w Péronne. 2 września niemieckie źródła wywiadowcze w Brukseli poinformowały, że ok. 40 000 żołnierzy brytyjskich wylądowało w Ostendzie, zajęło wybrzeże na zachód do Boulogne i wzmocniło armię belgijską w Antwerpii. Beseler zaatakował 4 września w kierunku Dendermonde po obu stronach Skaldy trzema dywizjami, które zdobyły twierdzę i wysadziły mosty na północy.

### Drugi wypad, 9–13 września

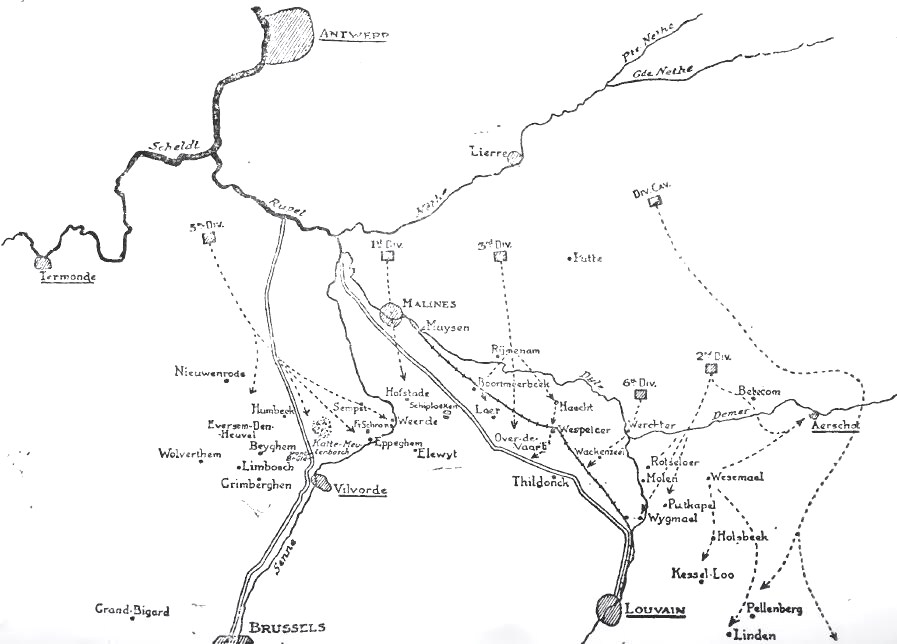
Antwerpia: drugi wypad, 9–13 września

Po zakończeniu pierwszego wypadu belgijska armia polowa dołączyła do wojsk fortecznych, wzmacniając obronę między fortami, podczas gdy niemieckie siły oblegające umocniły swoje pozycje na linii wschód–zachód, około 13 km na północ od Brukseli i 6,4–8 km od zewnętrznych fortów. 31 sierpnia Beseler został mianowany odpowiedzialnym za zabezpieczenie sił niemieckich wokół Antwerpii przed próbami odsieczy z zachodu. Bataliony Landsturmu zostały przeniesione spod dowództwa Generalnego Gubernatora, feldmarszałka Colmara von der Goltza, wyznaczonego do administrowania okupowaną Belgią, a Dywizja Marinekorps otrzymała rozkaz udania się w ten obszar.
1 września Belgowie otrzymali informację, że Niemcy przygotowują się do natarcia na ich zachodnią flankę, nad Skaldą, w Dendermonde. Belgijscy dowódcy otrzymali raporty, że IX Korpus Rezerwowy i 6 Dywizja III Korpusu Rezerwowego zostały zastąpione przez Dywizję Marinekorps i oddziały Landwehry. Niemcy otrzymali raporty agentów o zbliżającym się wypadzie z Antwerpii, koncentracji wojsk w zachodniej Belgii i północnej Francji oraz o przybyciu kolejnych oddziałów brytyjskich do Ostendy. W związku z koncentracją kolejnych wojsk i przeniesieniem Landsturmu z Brukseli, raporty te nie wywołały jednak zaniepokojenia.
Dowództwo armii belgijskiej uznało niemiecki atak z 4 września za pozorowany i rozpoczęło planowanie kolejnego wypadu, aby skłonić Niemców do wycofania wojsk przerzucanych do Francji i zakłócić niemiecką komunikację w centralnej Belgii. Wycofywanie wojsk niemieckich obserwowano od 5 do 7 września. Atak frontalny uznano za niemożliwy ze względu na rozległość niemieckich okopów, ale atak na wschodnią flankę uznano za wykonywalny. Dwie dywizje miały pozostać w obrębie umocnień Antwerpii, podczas gdy trzy dywizje i kawaleria miały zaatakować w kierunku Aarschot. Ważne przeprawy przez rzeki Demer i Dyle zostały szybko zdobyte, Aarschot zostało zajęte, a 10 września belgijska kawaleria dotarła do Leuven. Niemiecka 6 Dywizja Rezerwowa i IX Korpus Rezerwowy zostały przeniesione w ten region, dołączając do 30 Dywizji XV Korpusu z Alzacji, która prowadziła działania przeciwko siłom wypadowym w dniach 10–13 września w okolicach Brukseli. Belgijski marsz został zatrzymany, a siły wypadowe wycofały się do Antwerpii 13 września.

### Trzeci wypad, 26–27 września

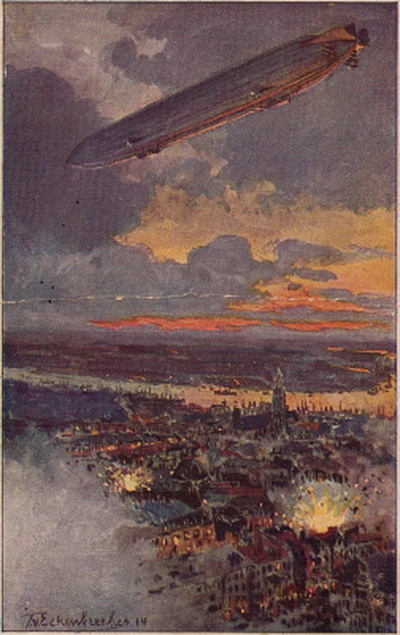
Niemieckie sterowce Zeppelin podczas bombardowania Antwerpii w nocy z 25 na 26 sierpnia

W Antwerpii niemiecka koncentracja wojsk po południowo-wschodniej stronie linii frontu pozostawiła lukę na północ od rzeki Dender do granicy holenderskiej. Luka rozciągała się na długości około 21 km u zbiegu rzek Dender i Skaldy w Dendermonde, dzięki czemu obrońcy Antwerpii utrzymywali kontakt z zachodnią Belgią i siłami alianckimi działającymi na wybrzeżu i w północnej Francji. Po zakończeniu oblężenia Maubeuge we Francji niemiecka superciężka artyleria została przesunięta w kierunku Antwerpii, która, podobnie jak Liège i Namur, byłaby nie do utrzymania, gdyby nie została włączona do głównej linii frontu aliantów, podobnie jak ufortyfikowane regiony Verdun i Belfort we Francji. 25 września Francuski Sztab Generalny zażądał kolejnego wypadu z Antwerpii.
Belgijski Sztab Generalny rozpoczął planowanie kolejnej operacji. Oznaki niemieckich przygotowań do generalnego ataku na Antwerpię doprowadziły do redukcji sił przeznaczonych do nowego wypadu. 5 Dywizja, elementy 4 Dywizji i Dywizji Kawalerii, które utrzymywały obronę po zachodniej stronie Reduty Narodowej w Dendermonde i Waasland, zaatakowały wojska niemieckie posuwające się na zachód od Aalst. Chociaż udało im się dokonać niewielkiego postępu, kontratak 37 Brygady Landwehry, wspieranej przez ciężką artylerię, doprowadził do przerwania natarcia. 28 września rozpoczął się niemiecki ostrzał twierdz Antwerpii.

## Bitwa

### Bombardowanie
Niemiecki ostrzał rozpoczął się 28 września. Niemieckie działa oblężnicze, których ogień był kierowany z balonów obserwacyjnych na stanowiska ogniowe, pozycje flankujące i magazyny, stanowiące najważniejsze elementy belgijskich fortów, do godziny 18:00 29 września strzelając z niezwykłą celnością uczyniły fort Sint-Katelijne-Waver niezdatnym do dalszego utrzymania i poważnie uszkodziły fort Walem. Przygotowania do ewakuacji armii belgijskiej do Ostendy rozpoczęły się w kwaterze głównej armii belgijskiej 29 września. Z Antwerpii stopniowo ewakuowano rannych, rekrutów, nieprzeszkolonych żołnierzy, jeńców wojennych, środki transportu, broń, amunicję i maszyny przemysłowe. Trasa z miasta przecinała Skaldę po dwóch wąskich mostach pontonowych w centrum miasta i w Burcht. Pociągi musiały jechać na południe prawym brzegiem, przekraczać rzekę Rupel w pobliżu pozycji niemieckicej piechoty, zaledwie 9 km od dział oblężniczych w Mechelen, a następnie przekroczyć most kolejowy w Temse, oddalony o 19 km. Od 29 września do 7 października pociągi kursowały bez przeszkód, z wyłączonymi światłami. 4 Dywizja zebrała się w Dendermonde, gdzie spodziewano się niemieckiego ataku, a Dywizja Kawalerii strzegła linii rzeki, aby chronić drogę ewakuacji między Dender a wybrzeżem. Wczesnym rankiem 29 września belgijski premier Charles de Broqueville poinformował Brytyjczyków, że jeśli wszystkie zewnętrzne forty zostaną utracone, rząd i armia polowa licząca 65 000 ludzi wycofają się do Ostendy, a 80 000 żołnierzy fortecznych będzie bronić Antwerpii tak długo, jak to możliwe. Następnego dnia de Broqueville oficjalnie zwrócił się do rządów brytyjskiego i francuskiego o pomoc.

### Atak niemiecki

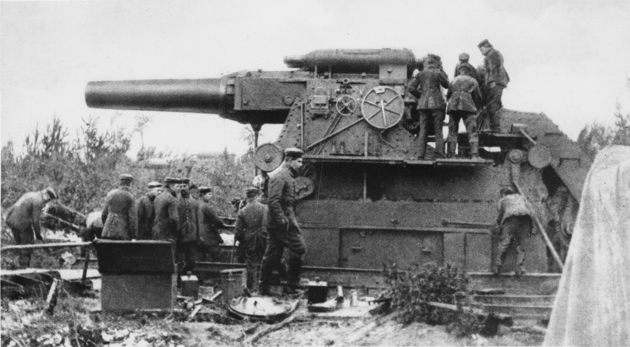
420 mm moździerz Gamma Mörser, taki sam jak używany do bombardowania fortów w Antwerpii w 1914 roku

1 października niemiecki atak na forty Sint-Katelijne-Waver, Walem oraz reduty Bosbeek i Dorpveld, rozpoczął się z udziałem 5 Dywizji Rezerwowej i Dywizji Marinekorps. Do godziny 11:00 fort Walem został poważnie uszkodzony, fort Lier został trafiony pociskiem kalibru 410 mm, Fort Koningshooikt oraz reduty Tallabert i Bosbeek były w większości nienaruszone, natomiast obszar między fortem Sint-Katelijne-Waver a redutą Dorpveld został zajęty. Kontratak Belgów zakończył się niepowodzeniem, a 4 Dywizja została zredukowana do 4800 żołnierzy. Belgijscy dowódcy nakazali lewej flance wycofanie się na kolejną linię obrony na północ od Nete, która zasłaniała lukę w zewnętrznych umocnieniach i utrzymywała miasto poza zasięgiem niemieckiej superciężkiej artylerii. W ciągu dnia wywieszano obwieszczenia ostrzegające mieszkańców, że król Albert I i jego rząd opuszczają Antwerpię.
Fort Sint-Katelijne-Waver i reduta Dorpveld zostały zdobyte w nocy z 1 na 2 października, natomiast Walem i reduta Bosbeek padły dopiero po południu 2 października, po tym jak użyto wszystkich dostępnych niemieckich dział do ich ostrzelania. Niemieckie bombardowanie stanowisk ogniowych, zniszczenie magazynów i wyczerpanie belgijskiej amunicji doprowadziło do zdobycia fortów Walem i Koningshooikt przez Niemców oraz ewakuacji lub kapitulacji pozostałych umocnień w 3. sektorze, z wyjątkiem reduty Duffel. Belgijska 2 Dywizja, znajdująca się po wschodniej stronie 3. sektora, rozpoczęła wycofywanie się przez Nete w południe, a godzinę później 1 Dywizja rozpoczęła odwrót na niedokończoną pozycję pośrednią, od Rumst 3,2 km na północny zachód od fortu Walem, do Duffel i Lisp, 1,6 km od Lier, z przyczółkami w Duffel, Anderstad i Lier. 2 Dywizja została zluzowana przez 5 Dywizję i przeszła do rezerwy. Niemcy nie podjęli próby pościgu podczas wycofywania się Belgów, pomimo że zalewy na południowym brzegu rzeki Nete miały zaledwie 20–30 cm głębokości, a belgijskie patrole donosiły, że nie nieprzyjacił nie podjął także próby przecięcia linii odwrotu z Antwerpii.
Reduta Duffel została ewakuowana 3 października po tym, jak garnizonowi skończyła się amunicja, a niemiecki ogień artyleryjski został przeniesiony na fort Kessel. Następnego dnia niemieckie superciężkie działa rozpoczęły bombardowanie fortu, co zmusiło garnizon do opuszczenia fortyfikacji, a Niemcy rozpoczęli przygotowania do ataku na linię Nete, naprzeciwko Lier na przecięciu Grote i Kleine Nete oraz Duffel. Brygada brytyjskich Royal Marines przybyła na front w zarekwirowanych londyńskich autobusach 4 października i zajęła pozycję wokół północnego skraju Lier, która okazała się być fragmentami płytkiego okopu między żywopłotami, z jednym pasmem drutu kolczastego z przodu. W mieście doszło do potyczek, a pozycja została ostrzelana przez niemiecką artylerię, na którą Brytyjczycy nie mieli żadnej odpowiedzi oprócz pociągu pancernego. Niemieckie ataki między Grote i Kleine Nete zmusiły obrońców do odwrotu i przekroczyły Dender; atakujący podjęli także próby przekroczenia Skaldy w Schoonaarde i Dendermonde.

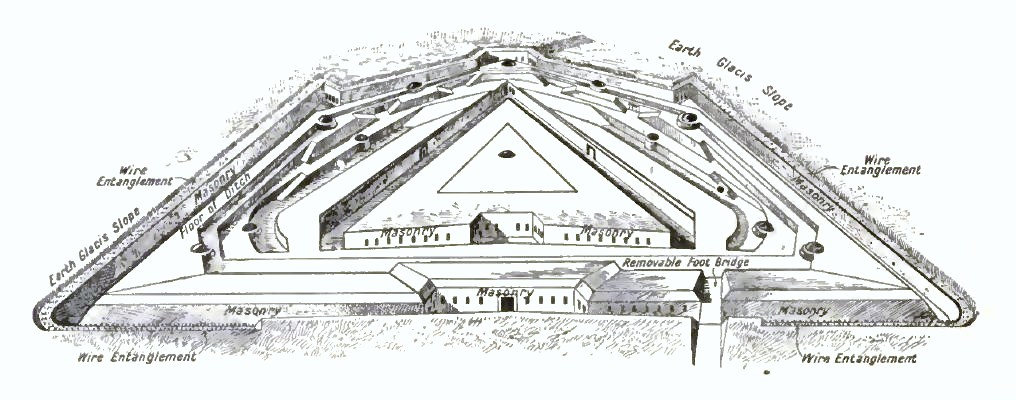
Pięciokątny fort Brialmont, 1914

O świcie 5 października dwa niemieckie bataliony 26 Rezerwowego Pułku Piechoty przeprawiły się przez Nete w pobliżu farmy Anderstad, 1,6 km poniżej Lier, pod osłoną ognia amfibijnego z obrzeży Lier, korzystając z mostu estakadowego zbudowanego na pobliskim potoku. Przejście było osłonięte roślinnością, a dwa bataliony były w stanie utrzymać brzeg rzeki do zmroku, kiedy to przeprawiły się przez nią dwa kolejne bataliony. Ataki na Lier doprowadziły przez miasto aż do linii Kleine Nete, a na flance dotarły do linii zalewów. Niemiecka artyleria rozpoczęła bombardowanie fortu Broechem na północy, który został zdewastowany i ewakuowany 6 października. Belgijscy dowódcy postanowili kontynuować obronę Antwerpii, ponieważ niemieckie natarcie nie sprawiło, że wewnętrzne forty i miasto znalazły się w zasięgu ciężkiej artylerii. Rozkazy kontrataku przeciwko niemieckim batalionom na północnym brzegu zostały wydane dopiero o 1:15 w nocy 6 października i nie dotarły na czas do wszystkich belgijskich i brytyjskich jednostek w tym rejonie. Ataki przeprowadzono z lokalnej inicjatywy niektórych jednostek belgijskich, które odzyskały część terenu, po czym zostały odparte. Obrońcy wycofali się w ciągu dnia na kolejną, niedokończoną pozycję w połowie drogi między Nete a wewnętrznymi fortami, biegnącą od Vremde 8 km na południowy wschód od centrum Antwerpii do drogi Lier – Antwerpia, a następnie na południowy zachód wokół Kontich. Brygada Royal Marines przesunęła się do okopów na północ od drogi Lier – Antwerpia pod dowództwem belgijskiej 2 Dywizji.

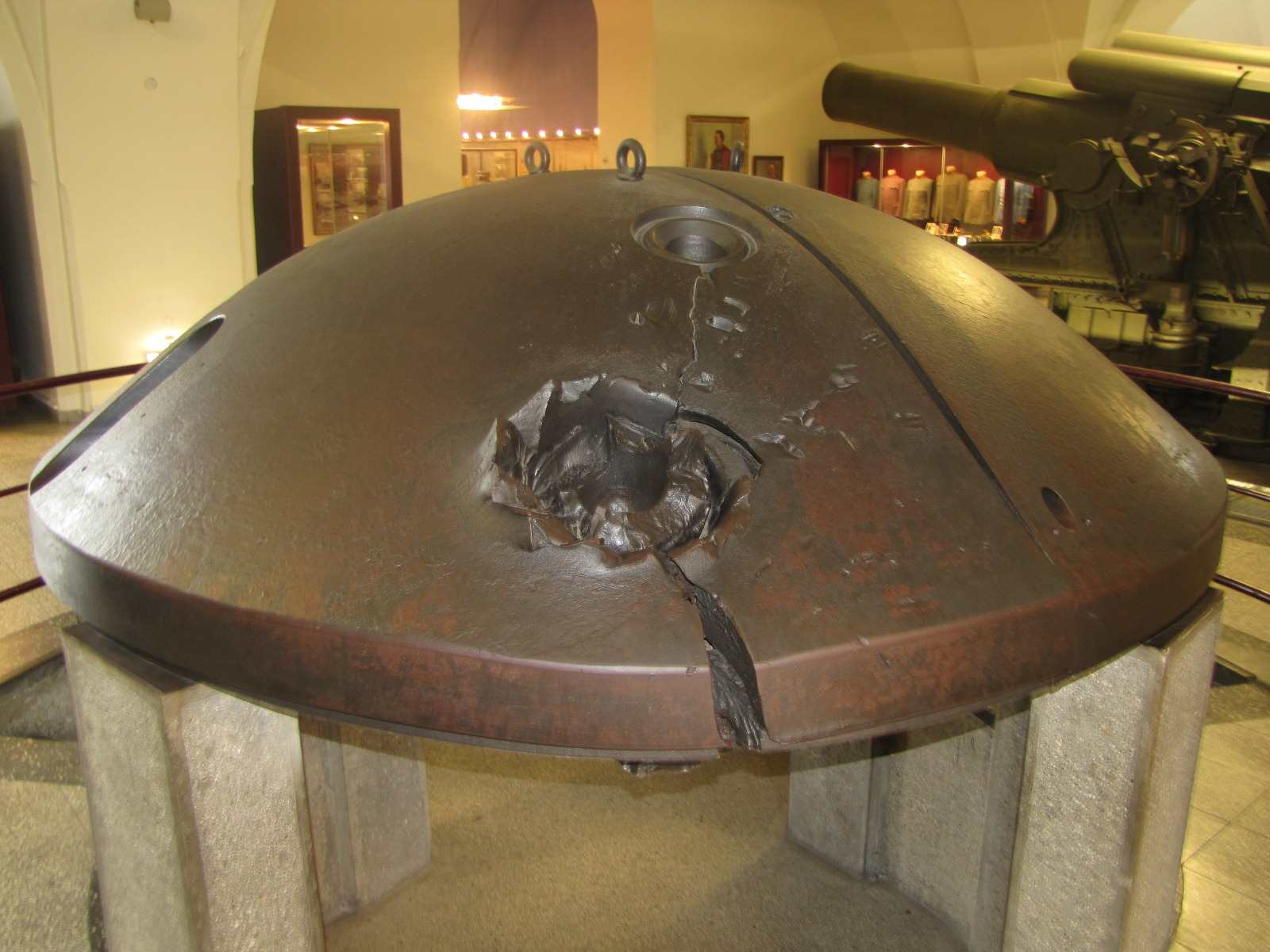
Metalowa kopuła fortu Kessel, rozbita bezpośrednim trafieniem pociskiem kalibru 305 mm (Heeresgeschichtliches Museum, Wiedeń)

Na zachodnim skrzydle w Dendermonde nad Skaldą, 29 km na południe od Antwerpii, 37 Brygada Landwehry została wzmocniona przez 1 Brygadę Zapasową i podjęła próbę przeprawy przez rzekę w dniach 5–6 października w Schoonaarde, Dendermonde i Baasrode, 4,8 km w dół rzeki, ale została odparta. Po południu 6 października 3. i 6 Dywizja nadal utrzymywały pozycje przed zewnętrznymi fortami, między fortem Walem a Skaldą na południowy zachód od Antwerpii i dookoła na zachód, ale na południu i południowym wschodzie niemiecki atak osiągnął linię w odległości 8–9,7 km od miasta, która tym samym znalazłoby się w zasięgu niemieckich dział, gdy tylko Niemcy przeprawią się przez Netę. 6 Dywizja została przerzucona przez Temse, aby wzmocnić 4 Dywizję i Dywizję Kawalerii, która strzegła korytarza ewakuacyjnego na zachód. Dwie brytyjskie brygady poiechoty morskiej przybyły wcześnie rano 6 października, aby wzmocnić brygadę Royal Marines, ale zostały skierowane do fortów 1–8 wewnętrznego pierścienia obrony, gdzie ponownie stwierdzono, że okopy są płytkie, a teren oczyszczony na 460 m przed nimi, co uczyniło je łatwo widocznymi dla niemieckich obserwatorów artyleryjskich.
W tym samym czasie w północnej Francji wojska niemieckie, od września od Aisne na północ, prowadziły wzajemne próby oskrzydlania, docierając do Arras. Lens zostało zdobyte przez I Bawarski Korpus Rezerwowy 5 października. Trzy niemieckie korpusy kawalerii podjęły kolejną próbę oskrzydlenia na północy, a IV Korpus Kawalerii dotarł do Zwartbergu i Mont des Cats w pobliżu Ypres. Postęp armii niemieckiej groził zablokowaniem zachodniej drogi odwrotu armii belgijskiej z Antwerpii. 6 października rozmowy między Brytyjczykami a Belgami doprowadziły do decyzji o wycofaniu armii polowej na zachodni brzeg Skaldy, gdzie mogła ona utrzymać kontakt z odsieczą i uniknąć niebezpieczeństwa odcięcia na wschodnim brzegu. W nocy z 6 na 7 października 1., 3. i 5 Dywizja przeprawiły się przez rzekę i dołączyły do 4. i 6 Dywizji Kawalerii, gdy osiem fortów wewnętrznego pierścienia zostało zajętych przez wojska forteczne. Okopy między fortami 2 i 7 zajęły dwie brytyjskie brygady Royal Marines oraz 4. i 7 Pułk Forteczny, a belgijska 2 Dywizja i brygada Royal Marines znajdowały się w rezerwie. Siły brytyjskie pod dowództwem gen. mjr. Archibalda Parisa otrzymały od Pierwszego Lorda Admiralicji, Winstona Churchilla, rozkaz kontynuowania obrony tak długo, jak to możliwe i gotowości do przeprawy na zachodni brzeg, w żadnym wypadku nie poddawać się.

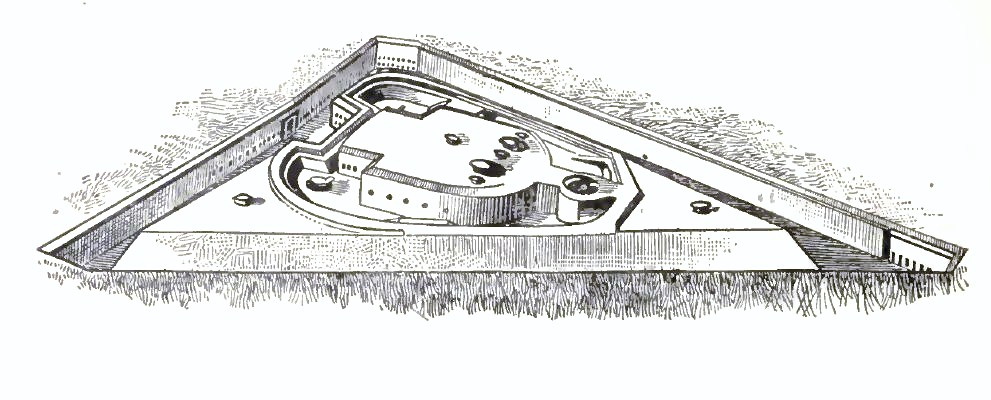
Trójkątny fort Brialmont, 1914

Wczesnym rankiem 7 października dwa bataliony 37 Pułku Landwehry zdołały przeprawić się łodzią przez Skaldę w Schoonaerde, w gęstej mgle. Belgijska 6 Dywizja przeprowadziła kilka kontrataków, które zostały odparte, a wieczorem zbudowano most, po którym przeprawiła się reszta Landwehry. Szerokość drogi ucieczki z Antwerpii zmniejszyła się do mniej niż 19 km, co skłoniło belgijskich dowódców do wydania rozkazu wycofania się armii polowej za Kanał Terneuzen, biegnący z Gandawy na północ do granicy z Holandią. 1. i 5 Dywizja, które poniosły największe straty oraz po jednej brygadzie z 3. i 6 Dywizji ruszyły jako pierwsze, a pozostałe oddziały, z wyjątkiem 2 Dywizji w Antwerpii, utworzyły osłonę flanek nad Skaldą i Durme. Belgijski Sztab Generalny przeniósł się do Zelzate, oddalonego o 40 km na zachód. Belgijska improwizowana brygada stacjonowała w Gandawie, a brytyjskie oddziały w tym rejonie otrzymały wezwanie do przemieszczenia się do Gandawy, po tym jak doniesiono o obecności niemieckiej dywizji kawalerii w pobliżu Kruishoutem, 19 km na południowy zachód. Później tego samego dnia wojska niemieckie bez oporu wkroczyły do fortu Broechem i reduty Massenhoven na północy, co poszerzyło lukę w obwodzie obrony Antwerpii do 23 km i umożliwiło przerzucanie niemieckiej superciężkiej artylerii przez Nete, co trwało do 8 października. O godzinie 23:25 7 października niemieckie haubice kalibru 150 mm rozpoczęły ostrzał miasta.
W nocy 7 października belgijska 2 Dywizja, Królewska Dywizja Marynarki Wojennej i garnizon fortecy utrzymywały linię wewnętrznych fortów w Antwerpii, belgijska armia polowa przemieszczała się na zachód między Gandawą a wybrzeżem, francuska brygada była w drodze do Gandawy, a brytyjska 7 Dywizja skoncentrowała się w Brugii. Dalej na zachód, w luce o szerokości 80 km na południowy zachód od Gandawy, aliancka kawaleria osłaniała teren między Lens a Hazebrouck, przeciwko trzem niemieckim dywizjom kawalerii sondującym na zachód. 8 października w Antwerpii 37 Brygada Landwehry została wzmocniona przez bawarską 1 Brygadę Landwehry i 9 Brygadę Zapasową z 4 Dywizji Zapasowej, którą zmieniała Dywizja Marinekorps. Niemiecki atak posunął się naprzód o 13 km, podchodząc blisko Lokeren, a także na 13 km od granicy holenderskiej. Niemieckie rozpoznanie lotnicze donosiło, że drogi na zachód od Antwerpii są przejezdne i wiele osób przemieszcza się na północ w kierunku granicy, co miało oznaczać, że armia belgijska nie próbuje uciekać na zachód. Dowództwo belgijskie spodziewało się wycofać 1. i 5 Dywizję koleją, ale brak taboru kolejowego spowodował, że większość wojsk przemieszczała się drogą lądową. 2 Dywizja pozostała w Antwerpii, 3 Dywizja stacjonowała w Lokeren, 4. i 6 Dywizja znajdowały się na obu flankach, zaś Dywizja Kawalerii znajdowała się na zachodzie, osłaniając linię kolejową do Gandawy.

### Odwrót Belgów

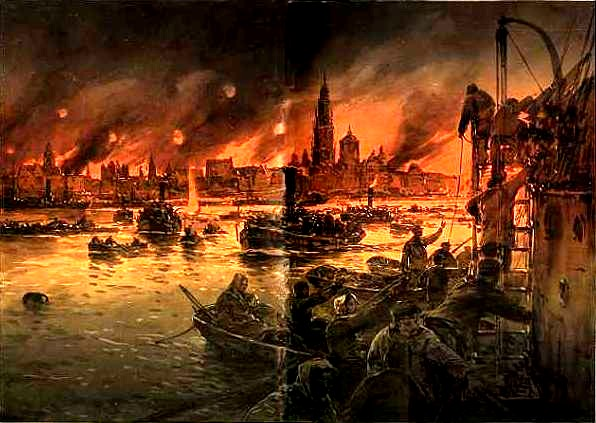
Belgijscy i brytyjscy żołnierze próbujący dotrzeć łodzią do Holandii. Obraz Willy’ego Stöwera

4. i 6 Dywizja rozpoczęły wycofywanie się w ciągu dnia, choć opóźnione przez niemieckie natarcie na Lokeren. W nocy z 8 na 9 października większość armii polowej ruszyła na zachód od kanału Gandawa – Zelzate, z tylnymi strażami od Lochristi na północ; 4 Brygada ruszyła do Gandawy, gdzie rano przybyli francuscy strzelcy piechoty morskiej. Brytyjska 7 Dywizja ruszyła z Brugii do Ostendy, aby osłonić lądowanie 3 Dywizji Kawalerii, której elementy dotarły 8 października. W nocy z 8 na 9 października belgijska armia polowa wycofała się z Antwerpii i zgromadziła się na północny zachód od Gandawy, gdzie stacjonowały trzy brygady alianckie; w Ostendzie, 60 km od Gandawy, stacjonowała brytyjska 7 Dywizja i 3 Dywizja Kawalerii. W Lokeren niemiecki atak na Antwerpię rozpoczął zamykanie drogi ucieczki, a w Antwerpii niemiecka ciężka artyleria została przerzucona przez Nete, aby bombardować forty 3–5 wewnętrznego pierścienia obrony i samo miasto.
Pożarów nie udało się ugasić w powodu uszkodzenia wodociągów; bramy wałów obronnych na głównym murze obronnym, gdzie przerzucono mosty nad mokrymi fosami, również zostały zbombardowane. Ostrzał fortów 3–5 wyrządził niewielkie szkody, ale forty 1 i 2, zwrócone na wschód, zostały zaatakowane przez 26 Brygadę Landwehry, aby oskrzydlić forty 8–5, zwrócone na południe i odciąć garnizony. Błędne meldunki do belgijskich i brytyjskich dowódców przed świtem 8 października o upadku fortów 1, 2 i 4 doprowadziły do decyzji, że jeśli nie zostaną one odbite, linia wewnętrzna zostanie opuszczona o zmierzchu, a obrońcy wycofają się do wałów miejskich. Wały składały się z ziemnych parapetów ze schronami pod spodem i miały kaponiery wystające na flankach, z fosami o szerokości 55 m i głębokości 3–4,6 m z przodu.

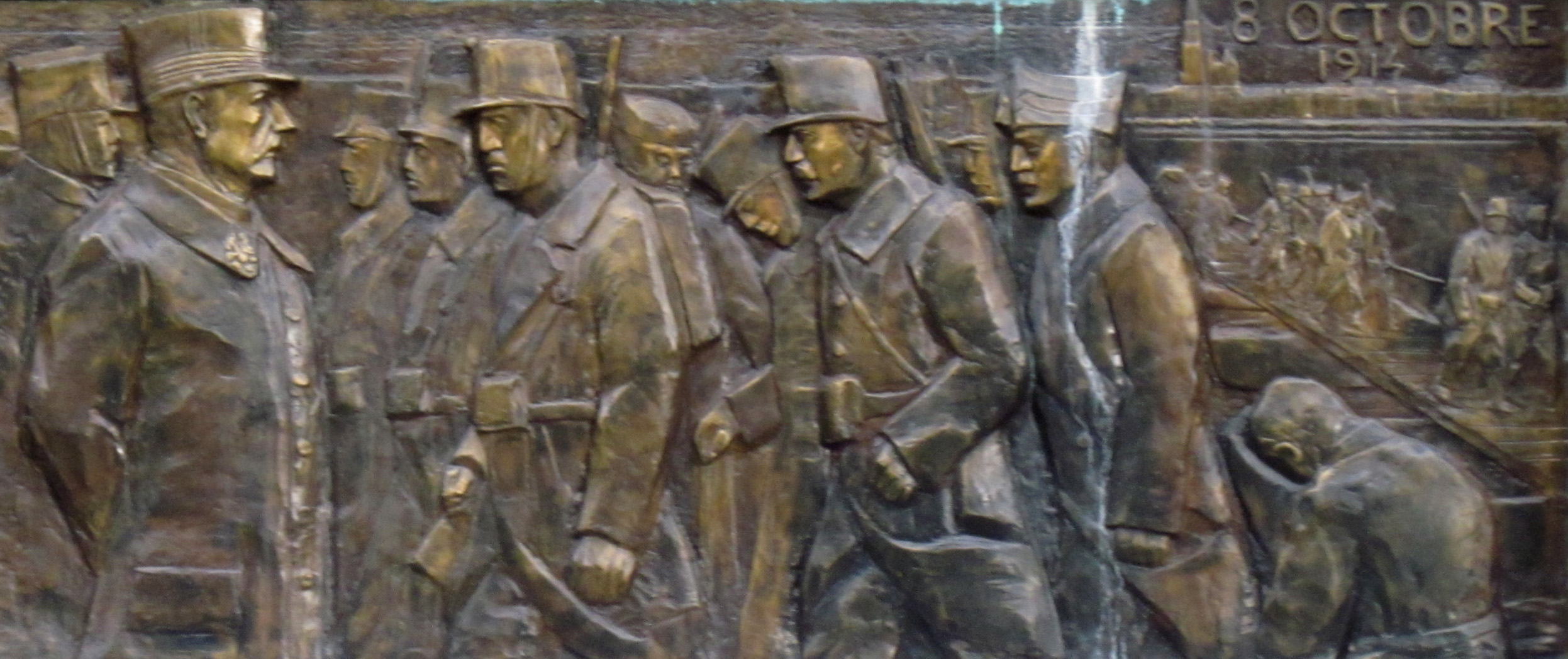
Belgijska płaskorzeźba przedstawiająca gen. Émile’a Dossina nadzorującego odwrót z Antwerpii

Dowódcy belgijscy i brytyjscy postanowili kontynuować obronę Antwerpii z udziałem wojsk garnizonowych i przerzucić belgijską 2 Dywizję i wojska brytyjskie przez Skaldę. Błędny raport został poprawiony i ustalono, że w przypadku utraty fortów 1 i 2, Dywizja Royal Marines wycofa się o zmierzchu. Wiadomość o upadku fortów dotarła o godzinie 17:00, po czym wysłano rozkazy do belgijskiej 2 Dywizji i Brytyjczyków, aby się wycofali. Belgijska dywizja wycofywała się etapami między 18:30 a 20:00 i przekroczyła Skaldę o 23:30. Brytyjczycy rozpoczęli odwrót o godzinie 19:00, ale rozkazy nie dotarły do całej 1 Brygady, z której wycofał się tylko jeden batalion. O godzinie 21:30 błąd został zauważony, gdy reszta dywizji rozpoczęła przeprawę przez rzekę w godzinach 22:00–23:30 i ruszyła na zachód, równolegle do granicy holenderskiej. 1 Brygada Royal Marines dotarła do Skaldy o północy, tylko po to, by odkryć, że mosty są niszczone, a rzeka ostrzeliwana przez Niemców. Oddziały przeprawiły się barkami i łodziami, po czym wyruszyły na spotkanie w Zwijndrecht, dokąd dotarły o godzinie 4:00 rano 9 października. Brytyjczycy ruszyli dalej do Sint-Gillis-Waas, gdzie dotarła informacja, że Niemcy przecięli linię kolejową w Moerbeke. Brytyjski dowódca, komandor Henderson, postanowił skierować się ku granicy holenderskiej na północy i o godzinie 22:00 około 1500 ludzi, połowa pierwotnego składu jednostki, została internowana, a około czterdziestu maruderów zdołało przemknąć się wzdłuż granicy i uciec.

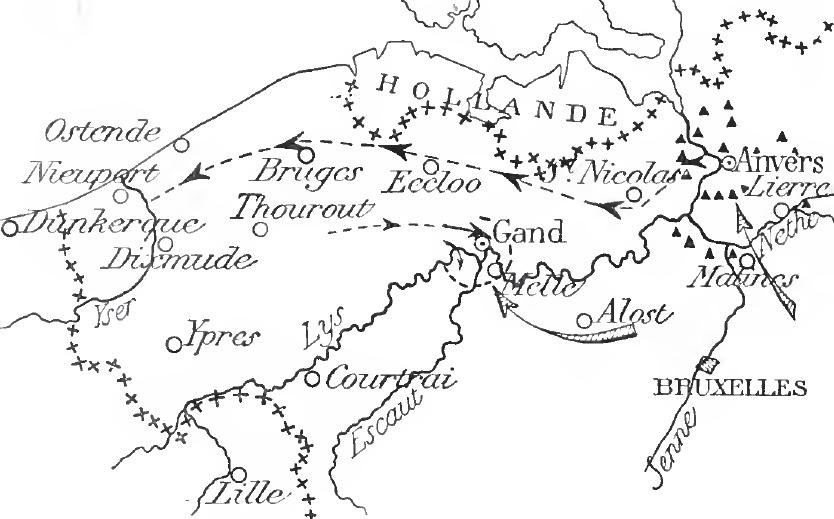
Upadek Antwerpii i odwrót aliantów, 1914

8 października brytyjskie siły w Belgii otrzymały rozkaz osłony odwrotu Belgów i Brytyjczyków z Antwerpii do Gandawy, Zelzate, Ostendy, Torhout i Diksmuide, a następnie dołączyć do lewego skrzydła Brytyjskich Sił Ekspedycyjnych, gdy ten będzie wkraczał do Flandrii. 9 października większość 7 Dywizji ruszyła, aby dołączyć do sił francuskich i belgijskich w Gandawie, gdy 3 Dywizja Kawalerii i reszta 7 Dywizji zebrały się w Brugii; francuska 87 Dywizja Terytorialna otrzymała rozkaz zatrzymania marszu na Antwerpię w Poperinghe. Siły brytyjskie znalazły się pod dowództwem Brytyjskich Sił Ekspedycyjnyc jako IV Korpus, a 8 Dywizja po jej przybyciu z Anglii (11 listopada). Brytyjski II Korpus zbierał się w Abbeville, a gen. Henry Rawlinson, dowódca nowego IV Korpusu, otrzymał polecenie utrzymania się w Gandawie tak długo, jak to możliwe. Odwrót z Antwerpii przebiegał pomyślnie i żadnych wojsk niemieckich nie widziano na zachód od Aalst, 24 km na południowy wschód od Gandawy. Niemieckie siły napotkane w Melle, 6,4 km od Gandawy, w nocy z 9 na 10 października zostały odparte przez francuską piechotę morską, która zadała jej liczne straty.
Na nardzie Belgów, Francuzów i Brytyjczyków w Ostendzie, która odbyła się 10 października, zadecydowano o utrzymaniu Gandawy, podczas gdy belgijska armia polowa kontynuowała odwrót. Do zmroku 1., 3. i 4 Dywizja znajdowały się w Ostendzie, 5. i 6 Dywizja w Torhout i Diksmuide, a oddziały garnizonu Antwerpii na obszarze na północny zachód od Gandawy. Niemcy nie odkryli odwrotu, a 4 Dywizja Zastępcza i oddziały Landwehry w Lokeren i Moerbeke zwróciły się na wschód w kierunku miasta, zanim ich ruch został wykryty. III Korpus Rezerwowy i 4 Dywizja Zastępcza otrzymały następnie rozkaz zwrotu na zachód i natarcia na Kortrijk. Posunięcie to miało na celu przedłużenie głównego frontu niemieckiego, zanim skierowano go w stronę Gandawy i Brugii, z rozkazem dotarcia do Blankenberge i Ostendy na wybrzeżu. 11 października zostały wykryte wojska niemieckie nacierające na Gandawę, ale do tego czasu belgijskie oddziały forteczne dołączyły do armii polowej i rozpoczął się etapowy odwrót z Gandawy w godzinach 15:00–22:00, po którym wojska niemieckie wkroczyły do miasta. Podczas wycofywania się zniszczono kilka mostów, jednak tłumy cywilów na głównych mostach drogowych i kolejowych uniemożliwiły ich wysadzenie.

### Kapitulacja

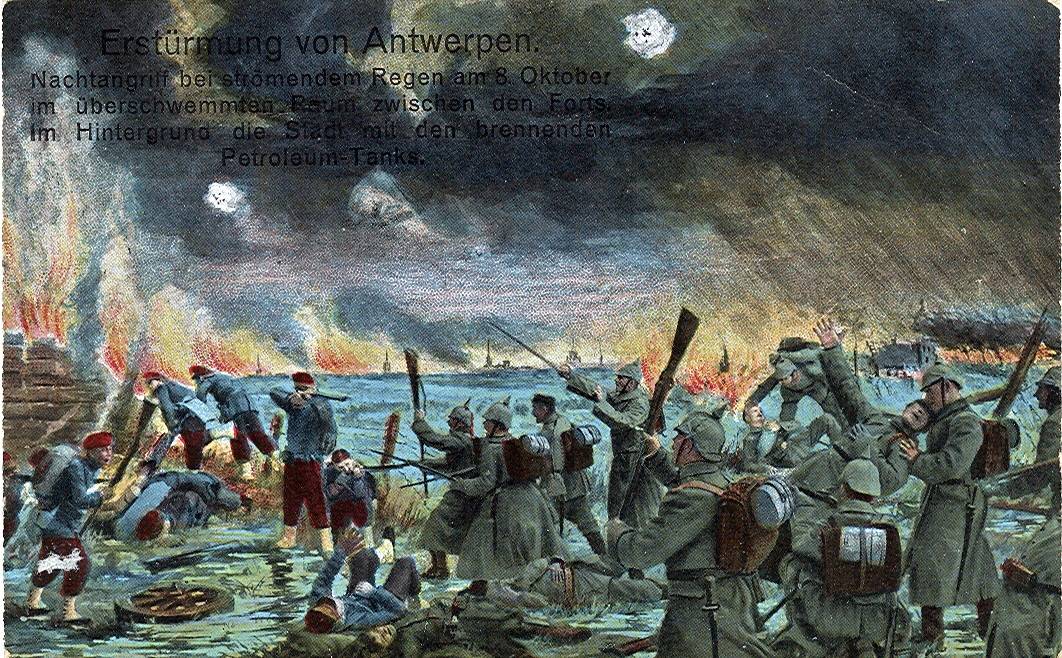
Pocztówka przedstawiająca niemieckich żołnierzy podczas szturmu na Antwerpię 8 października

Wczesnym rankiem 9 października wojska niemieckie zastały niektóre forty wewnętrznego pierścienia puste; gen. Beseler wstrzymał bombardowanie i wezwał gubernatora wojskowego, gen. Deguise, do poddania się. Gdy niemieccy parlamentarzyści zbliżali się do Antwerpii, czterech przedstawicieli władz cywilnych, w tym burmistrz Antwerpii Jan De Vos, dotarło do Beselera w Kontich, aby poprosić o zaprzestanie ostrzału miasta. Po południu, pod groźbą wznowienia bombardowania, przedstawiciele władz cywilnych podpisali akt kapitulacji miasta i twierdz, które nadal się broniły. Rankiem 10 października, gdy szef sztabu gubernatora wojskowego pojawił się z upoważnieniem, aby omówić warunki kapitulacji, został postawiony przed faktem dokonanym i musiał zgodzić się na już zaakceptowane warunki.
Ostatnich ok. 30 000 żołnierzy garnizonu antwerpskiego poddało się, a miasto było okupowane przez wojska niemieckie aż do listopada 1918 roku. 33 000 żołnierzy garnizonu uciekło na północ do Holandii, gdzie zostali internowani do końca wojny, jak najdalej od granicy belgijskiej, z obawy przed naruszeniem holenderskiej neutralności. Wojska brytyjskie zostały internowane w Groningen, a Belgowie zakwaterowani w Zeist, Gaasterland, Amersfoort i Oldebroek. Internowani byli zatrudniani w różnych gałęziach przemysłu. Niemcy, którzy omyłkowo przekroczyli granicę, byli internowani w Bergen. W 1914 roku około miliona belgijskich cywilnych uchodźców wyjechało do Wielkiej Brytanii, Holandii i Francji; większość powróciła po zakończeniu oblężenia, ale duża liczba wygnanych Belgów pozostała w Holandii nawet po zakończeniu wojny w 1918 roku.

## Następstwa

### Analiza

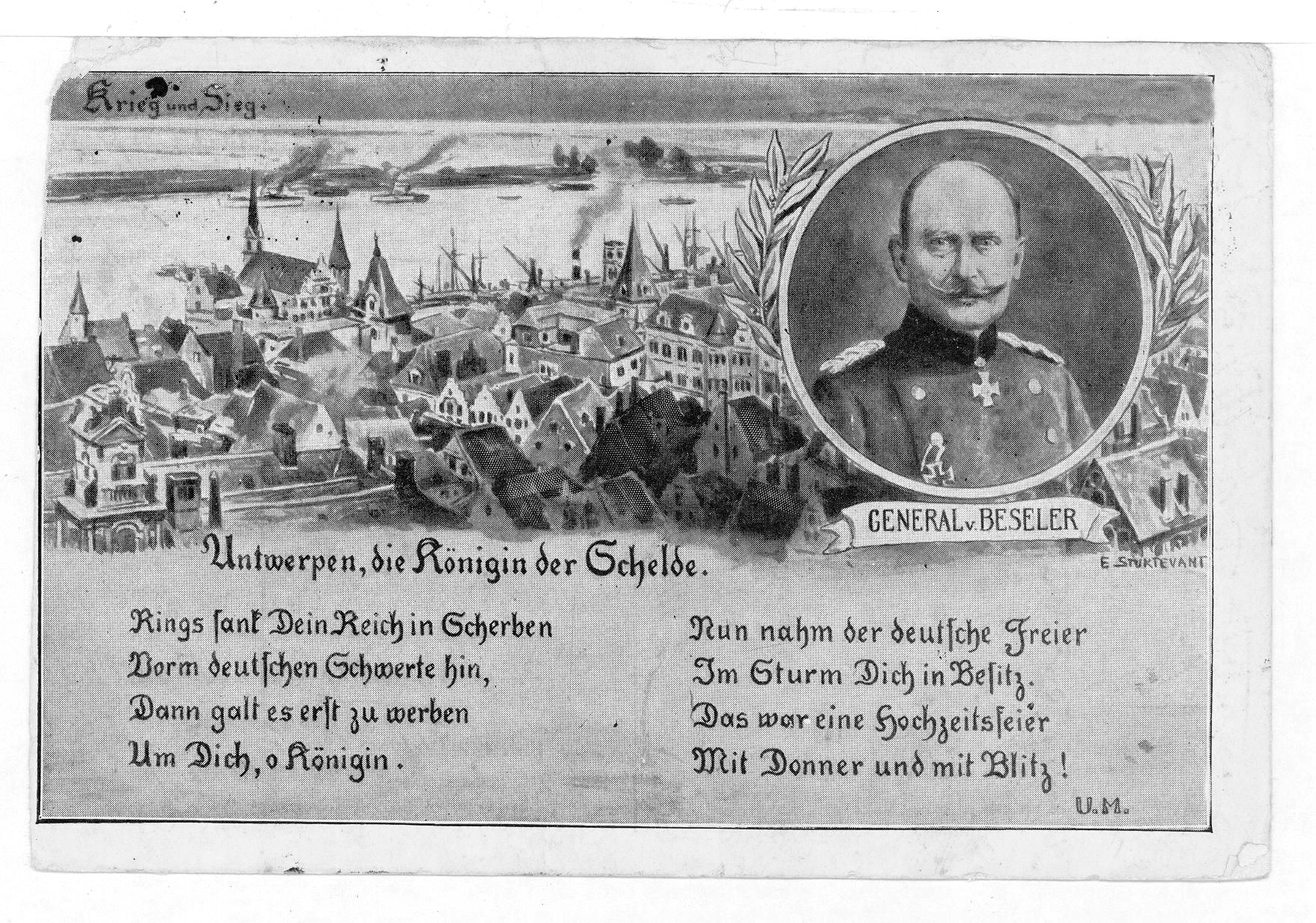
Niemiecka pocztówka upamiętniająca zdobycie przez gen. von Besselera „Królowej Skaldy”

W książce History of the Great War (1915–1948), oficjalnym brytyjskim sprawozdaniu z I wojny światowej, James Edmonds napisał, że chociaż operacje mające na celu uratowanie Antwerpii zakończyły się niepowodzeniem, opór obrońców (po zniszczeniu zewnętrznych fortów) zatrzymał wojska niemieckie, które były potrzebne do operacji przeciwko w Ypres i na wybrzeżu. Ostenda i Zeebrugge zostały zajęte bez oporu, podczas gdy dalej na zachód Nieuwpoort i Dunkierka zostały utrzymane przez wojska ententy, co udaremniło ostatnią niemiecką próbę okrążenia północnej flanki aliantów. Oddziały walczące w Antwerpii były również potrzebne do osłony podejścia czterech korpusów niemieckich w kierunku Ypres, co opóźniło wszystkie niemieckie manewry na północy.
Edmonds napisał, że błędem było założenie, iż wojska drugiej kategorii wystarczą do utrzymania fortyfikacji, a także, że rekrutów i podstarzałych rezerwistów czekał ciężki ostrzał artyleryjski, który niszczył „niezdobyte” forty, podczas gdy siły polowe wycofywały się w bezpieczne miejsce, co negatywnie wpływało na morale, czemu mogli się przeciwstawić jedynie żołnierze pierwszej katwgorii. Duża ilość amunicji i wiele z 2500 dział w Antwerpii zostało zdobytych w nienaruszonym stanie przez Niemców. Około 80 000 ocalałych żołnierzy belgijskiej armii polowej uciekło na zachód, wraz z większością Dywizji Royal Marines. Brytyjczycy stracili 57 zabitych, 138 rannych, 1479 internowanych i 936 wziętych do niewoli.

### Kolejne operacje

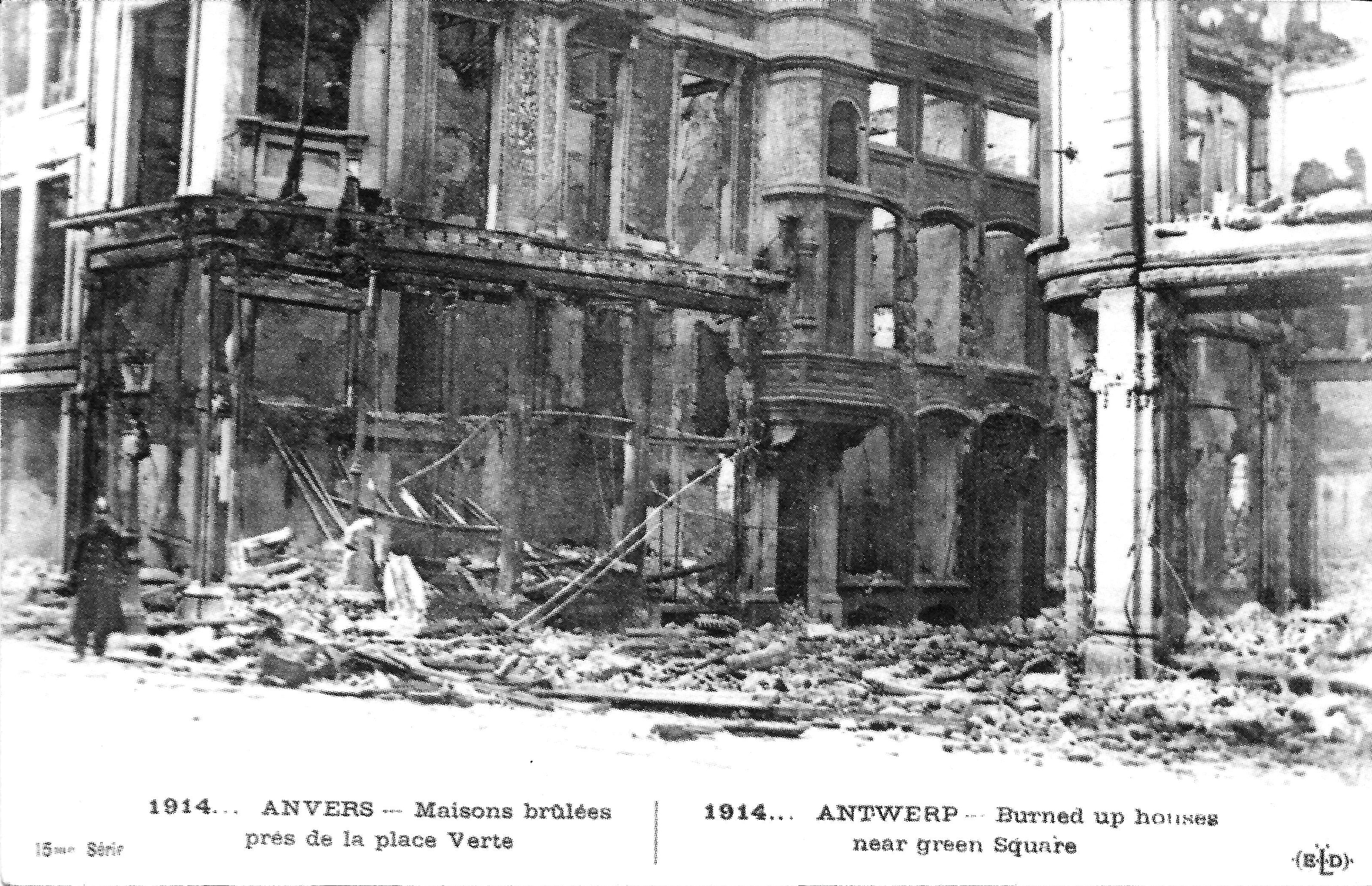
Zniszczenia po bombardowaniu Antwerpii

Siły belgijskie, które wycofały się z Antwerpii, były w nieprzerwanym boju od dwóch miesięcy, dlatego król planował wycofać się na zachód od linii Saint-Omer – Calais, aby dać odpocząć swojej armii, zrekrutować nowych żołnierzy i wyszkolić uzupełnienia, ale został przekonany do zgromadzenia armii na linii z Diksmuide na północ do portu Nieuwpoort i Veurne, 8 km na południowy zachód od portu, aby utrzymać pod swoją kontrolą chociaż niewielki skrawek terytorium Belgii. Armia belgijska kontynuowała wycofywanie się 11 i 12 października, osłaniana przez pierwotną Dywizję Kawalerii i drugą, nowo utworzoną z kawalerii dywizyjnej, a także przez cyklistów i sekcje karabinów maszynowych. 14 października armia belgijska rozpoczęła okopywanie się wzdłuż rzeki Yser. 6. i 5 Dywizja na północ od francuskich dywizji terytorialnych, od Boesinghe wzdłuż kanału Yser do Diksmuide, gdzie francuscy strzelcy piechoty morskiej utworzyli przyczółek osłonięty przez artylerię belgijskiej 3 Dywizji, a reszta dywizji znajdowała się w rezerwie w Lampernisse na zachodzie. 4., 1. i 2 Dywizja przedłużyły linię na północ, z wysuniętymi stanowiskami w Beerst, Keyem, Schoore i Mannekensvere, około 1,6 km od wschodniego brzegu. Przyczółek został również obsadzony w pobliżu wybrzeża wokół Lombardzyde i Westende, aby osłonić Nieuwpoort, z 2 Dywizją Kawalerii w rezerwie. 18 października niemiecki III Korpus Rezerwowy z Antwerpii rozpoczął działania przeciwko belgijskim placówkom na wschodnim brzegu, od Diksmuide do morza, w bitwie nad rzeką Yser (16–31 października).

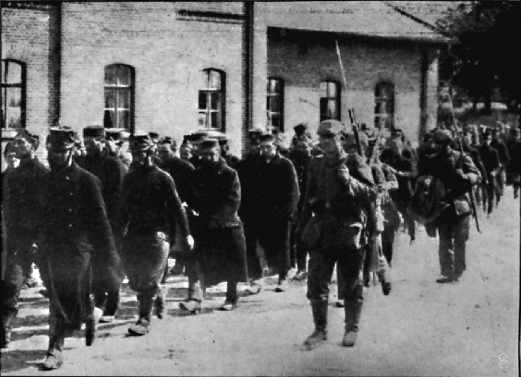
Belgijscy jeńcy wojenni wyprowadzani z miasta

Siły alianckie wokół Gandawy wycofały się wraz z nadejściem wojsk niemieckich 11 października. Brytyjska 7 Dywizja Piechoty ruszyła do Aeltre, 16 km na zachód, gdzie spotkała się z oddziałami brytyjskimi, które wkroczyły w głąb lądu po lądowaniu w Brugii i rozpoczęły marsz w kierunku Ypres. Południową flankę osłaniała 3 Dywizja Kawalerii, która przemieściła się z Thourout do Roulers, a francuska brygada strzelców piechoty morskiej ruszyła w kierunku Diksmuide. W nocy z 12 na 13 października gen. mjr Thompson Capper, dowódca 7 Dywizji, otrzymał w Tielt informację, że niemiecka kawaleria w pobliżu Hazebrouck wycofała się w obliczu zbliżającego się brytyjskiego II Korpusu, pozostawiając teren na zachód od 7 Dywizji wolny od sił niemieckich. Dywizja dotarła do Roulers w nocy z 13 na 14 października, spotkała kawalerię Brytyjskich Sił Ekspedycyjnych w pobliżu Kemmel i połączyła się z francuską 87 Dywizją Terytorialną w okolicach Ypres. Niemiecki IV Korpus Kawalerii ruszył na południe cztery dni wcześniej, z wyjątkiem kilku ułanów, którzy zostali zaniepokojeni przez grupę organizującą kwatery i schwytani przez 10 Pułk Huzarów.
Do 18 października wojska belgijskie, brytyjskie i francuskie w północnej Francji i Belgii utworzyły wspólną linię z II Korpusem Brytyjskich Sił Ekspedycyjnych na pozycjach z 5 Dywizją od kanału La Bassée na północ do Beau Puits, 3 Dywizją od Illies do Aubers i trzema dywizjami francuskiego Korpusu Kawalerii gen. Louisa Conneau na pozycjach od Fromelles do Le Maisnil, brytyjskim III Korpusem z 6 Dywizją od Radinghem do Epinette i 4 Dywizją od Epinette do Pont Rouge, brytyjskim Korpusem Kawalerii z 1. i 2 Dywizją Kawalerii od Deulemont do Tenbrielen, brytyjskim IV Korpusem z 7 Dywizją i 3 Dywizją Kawalerii od Zandvoorde do Oostnieuwkirke, francuską Grupą Bidon i Korpusem Kawalerii de Mitry od Roulers do Cortemarck, francuską 87. i 89 Dywizją Terytorialną od Passchendaele do Boesinghe, a następnie belgijską armią polową i oddziałami fortecznymi z Boesinghe do Nieuwpoort (w tym brygadą strzelców morskich w Diksmuide). Bitwa nad Yser rozpoczęła się 16 października.